# Aulus Postumius Albinus (Legat)
Aulus Postumius Albinus entstammte der römischen Adelsfamilie der Postumier und diente 110–109 v. Chr. als Legat seines Bruders Spurius Postumius Albinus im Krieg gegen den numidischen König Jugurtha.

## Leben
Es lässt sich nicht nachweisen, von welchen älteren Postumii Albini Postumius abstammte. Er begleitete seinen Bruder Spurius in dessen Konsulat 110 v. Chr. auf dem Feldzug gegen Jugurtha. Im Spätherbst dieses Jahres übernahm er den Oberbefehl über die Truppen, als sich sein Bruder zur Leitung der Konsulwahlen für das nächste Jahr nach Rom begab. Doch die Kür der neuen Konsuln verzögerte sich infolge von Streitereien. Während der also langen Abwesenheit seines Bruders wurde Postumius dazu verleitet, im Winter (Anfang 109 v. Chr.) einen Angriff auf die Stadt Suthul zu wagen, da dort die Reichtümer des numidischen Königs aufbewahrt wurden. Da die Stadt nicht sogleich erobert werden konnte, schritt Postumius zu ihrer Belagerung. Es gelang aber Jugurtha, die Römer von Suthul wegzulocken und in eine Falle tappen zu lassen. Daraufhin musste Postumius kapitulieren. Nach einer persönlichen Unterredung mit Jugurtha war Postumius gezwungen, einen für Rom sehr erniedrigenden Abzugsplan zuzustimmen: die Legionen hatten Numidien innerhalb von zehn Tagen zu verlassen.
Der Senat in Rom akzeptierte die von Jugurtha oktroyierten Vertragsbedingungen nicht und strengte gegen Postumius, dessen Bruder und weitere am schleppenden Kriegsverlauf gegen Numidien Schuldige einen Prozess an. Obwohl die Verurteilung von Postumius nicht ausdrücklich bezeugt ist, muss sie erfolgt sein, da sein Bruder nachweislich dieses Schicksal erlitt. In der Forschung ist umstritten, ob Postumius mit dem gleichnamigen Konsul des Jahres 99 v. Chr. zu identifizieren ist.